# 1700
Portal Geschichte | Portal Biografien | Aktuelle Ereignisse | Jahreskalender | Tagesartikel

◄ |
16. Jahrhundert |
17. Jahrhundert
| 18. Jahrhundert | ►

◄ |
1670er |
1680er |
1690er |
1700er
| 1710er | 1720er | 1730er | ►

◄◄ |
◄ |
1696 |
1697 |
1698 |
1699 |
1700
| 1701 | 1702 | 1703 | 1704 | ► | ►►
Staatsoberhäupter  · Nekrolog   · Musikjahr
| Januar | Januar | Januar | Januar | Januar | Januar | Januar | Januar |
| Kw     | Mo     | Di     | Mi     | Do     | Fr     | Sa     | So     |
| ------ | ------ | ------ | ------ | ------ | ------ | ------ | ------ |
| 53     |        |        |        |        | 1      | 2      | 3      |
| 1      | 4      | 5      | 6      | 7      | 8      | 9      | 10     |
| 2      | 11     | 12     | 13     | 14     | 15     | 16     | 17     |
| 3      | 18     | 19     | 20     | 21     | 22     | 23     | 24     |
| 4      | 25     | 26     | 27     | 28     | 29     | 30     | 31     |

| Februar | Februar | Februar | Februar | Februar | Februar | Februar | Februar |
| Kw      | Mo      | Di      | Mi      | Do      | Fr      | Sa      | So      |
| ------- | ------- | ------- | ------- | ------- | ------- | ------- | ------- |
| 5       | 1       | 2       | 3       | 4       | 5       | 6       | 7       |
| 6       | 8       | 9       | 10      | 11      | 12      | 13      | 14      |
| 7       | 15      | 16      | 17      | 18      | 19      | 20      | 21      |
| 8       | 22      | 23      | 24      | 25      | 26      | 27      | 28      |

| März | März | März | März | März | März | März | März |
| Kw   | Mo   | Di   | Mi   | Do   | Fr   | Sa   | So   |
| ---- | ---- | ---- | ---- | ---- | ---- | ---- | ---- |
| 9    | 1    | 2    | 3    | 4    | 5    | 6    | 7    |
| 10   | 8    | 9    | 10   | 11   | 12   | 13   | 14   |
| 11   | 15   | 16   | 17   | 18   | 19   | 20   | 21   |
| 12   | 22   | 23   | 24   | 25   | 26   | 27   | 28   |
| 13   | 29   | 30   | 31   |      |      |      |      |

| April | April | April | April | April | April | April | April |
| Kw    | Mo    | Di    | Mi    | Do    | Fr    | Sa    | So    |
| ----- | ----- | ----- | ----- | ----- | ----- | ----- | ----- |
| 13    |       |       |       | 1     | 2     | 3     | 4     |
| 14    | 5     | 6     | 7     | 8     | 9     | 10    | 11    |
| 15    | 12    | 13    | 14    | 15    | 16    | 17    | 18    |
| 16    | 19    | 20    | 21    | 22    | 23    | 24    | 25    |
| 17    | 26    | 27    | 28    | 29    | 30    |       |       |

| Mai | Mai | Mai | Mai | Mai | Mai | Mai | Mai |
| Kw  | Mo  | Di  | Mi  | Do  | Fr  | Sa  | So  |
| --- | --- | --- | --- | --- | --- | --- | --- |
| 17  |     |     |     |     |     | 1   | 2   |
| 18  | 3   | 4   | 5   | 6   | 7   | 8   | 9   |
| 19  | 10  | 11  | 12  | 13  | 14  | 15  | 16  |
| 20  | 17  | 18  | 19  | 20  | 21  | 22  | 23  |
| 21  | 24  | 25  | 26  | 27  | 28  | 29  | 30  |
| 22  | 31  |     |     |     |     |     |     |

| Juni | Juni | Juni | Juni | Juni | Juni | Juni | Juni |
| Kw   | Mo   | Di   | Mi   | Do   | Fr   | Sa   | So   |
| ---- | ---- | ---- | ---- | ---- | ---- | ---- | ---- |
| 22   |      | 1    | 2    | 3    | 4    | 5    | 6    |
| 23   | 7    | 8    | 9    | 10   | 11   | 12   | 13   |
| 24   | 14   | 15   | 16   | 17   | 18   | 19   | 20   |
| 25   | 21   | 22   | 23   | 24   | 25   | 26   | 27   |
| 26   | 28   | 29   | 30   |      |      |      |      |

| Juli | Juli | Juli | Juli | Juli | Juli | Juli | Juli |
| Kw   | Mo   | Di   | Mi   | Do   | Fr   | Sa   | So   |
| ---- | ---- | ---- | ---- | ---- | ---- | ---- | ---- |
| 26   |      |      |      | 1    | 2    | 3    | 4    |
| 27   | 5    | 6    | 7    | 8    | 9    | 10   | 11   |
| 28   | 12   | 13   | 14   | 15   | 16   | 17   | 18   |
| 29   | 19   | 20   | 21   | 22   | 23   | 24   | 25   |
| 30   | 26   | 27   | 28   | 29   | 30   | 31   |      |

| August | August | August | August | August | August | August | August |
| Kw     | Mo     | Di     | Mi     | Do     | Fr     | Sa     | So     |
| ------ | ------ | ------ | ------ | ------ | ------ | ------ | ------ |
| 30     |        |        |        |        |        |        | 1      |
| 31     | 2      | 3      | 4      | 5      | 6      | 7      | 8      |
| 32     | 9      | 10     | 11     | 12     | 13     | 14     | 15     |
| 33     | 16     | 17     | 18     | 19     | 20     | 21     | 22     |
| 34     | 23     | 24     | 25     | 26     | 27     | 28     | 29     |
| 35     | 30     | 31     |        |        |        |        |        |

| September | September | September | September | September | September | September | September |
| Kw        | Mo        | Di        | Mi        | Do        | Fr        | Sa        | So        |
| --------- | --------- | --------- | --------- | --------- | --------- | --------- | --------- |
| 35        |           |           | 1         | 2         | 3         | 4         | 5         |
| 36        | 6         | 7         | 8         | 9         | 10        | 11        | 12        |
| 37        | 13        | 14        | 15        | 16        | 17        | 18        | 19        |
| 38        | 20        | 21        | 22        | 23        | 24        | 25        | 26        |
| 39        | 27        | 28        | 29        | 30        |           |           |           |

| Oktober | Oktober | Oktober | Oktober | Oktober | Oktober | Oktober | Oktober |
| Kw      | Mo      | Di      | Mi      | Do      | Fr      | Sa      | So      |
| ------- | ------- | ------- | ------- | ------- | ------- | ------- | ------- |
| 39      |         |         |         |         | 1       | 2       | 3       |
| 40      | 4       | 5       | 6       | 7       | 8       | 9       | 10      |
| 41      | 11      | 12      | 13      | 14      | 15      | 16      | 17      |
| 42      | 18      | 19      | 20      | 21      | 22      | 23      | 24      |
| 43      | 25      | 26      | 27      | 28      | 29      | 30      | 31      |

| November | November | November | November | November | November | November | November |
| Kw       | Mo       | Di       | Mi       | Do       | Fr       | Sa       | So       |
| -------- | -------- | -------- | -------- | -------- | -------- | -------- | -------- |
| 44       | 1        | 2        | 3        | 4        | 5        | 6        | 7        |
| 45       | 8        | 9        | 10       | 11       | 12       | 13       | 14       |
| 46       | 15       | 16       | 17       | 18       | 19       | 20       | 21       |
| 47       | 22       | 23       | 24       | 25       | 26       | 27       | 28       |
| 48       | 29       | 30       |          |          |          |          |          |

| Dezember | Dezember | Dezember | Dezember | Dezember | Dezember | Dezember | Dezember |
| Kw       | Mo       | Di       | Mi       | Do       | Fr       | Sa       | So       |
| -------- | -------- | -------- | -------- | -------- | -------- | -------- | -------- |
| 48       |          |          | 1        | 2        | 3        | 4        | 5        |
| 49       | 6        | 7        | 8        | 9        | 10       | 11       | 12       |
| 50       | 13       | 14       | 15       | 16       | 17       | 18       | 19       |
| 51       | 20       | 21       | 22       | 23       | 24       | 25       | 26       |
| 52       | 27       | 28       | 29       | 30       | 31       |          |          |

| Januar | Januar | Januar | Januar | Januar | Januar | Januar | Januar |
| Kw     | Mo     | Di     | Mi     | Do     | Fr     | Sa     | So     |
| ------ | ------ | ------ | ------ | ------ | ------ | ------ | ------ |
| 53     |        |        |        |        | 1      | 2      | 3      |
| 1      | 4      | 5      | 6      | 7      | 8      | 9      | 10     |
| 2      | 11     | 12     | 13     | 14     | 15     | 16     | 17     |
| 3      | 18     | 19     | 20     | 21     | 22     | 23     | 24     |
| 4      | 25     | 26     | 27     | 28     | 29     | 30     | 31     |

| Februar | Februar | Februar | Februar | Februar | Februar | Februar | Februar |
| Kw      | Mo      | Di      | Mi      | Do      | Fr      | Sa      | So      |
| ------- | ------- | ------- | ------- | ------- | ------- | ------- | ------- |
| 5       | 1       | 2       | 3       | 4       | 5       | 6       | 7       |
| 6       | 8       | 9       | 10      | 11      | 12      | 13      | 14      |
| 7       | 15      | 16      | 17      | 18      | 19      | 20      | 21      |
| 8       | 22      | 23      | 24      | 25      | 26      | 27      | 28      |

| März | März | März | März | März | März | März | März |
| Kw   | Mo   | Di   | Mi   | Do   | Fr   | Sa   | So   |
| ---- | ---- | ---- | ---- | ---- | ---- | ---- | ---- |
| 9    | 1    | 2    | 3    | 4    | 5    | 6    | 7    |
| 10   | 8    | 9    | 10   | 11   | 12   | 13   | 14   |
| 11   | 15   | 16   | 17   | 18   | 19   | 20   | 21   |
| 12   | 22   | 23   | 24   | 25   | 26   | 27   | 28   |
| 13   | 29   | 30   | 31   |      |      |      |      |

| April | April | April | April | April | April | April | April |
| Kw    | Mo    | Di    | Mi    | Do    | Fr    | Sa    | So    |
| ----- | ----- | ----- | ----- | ----- | ----- | ----- | ----- |
| 13    |       |       |       | 1     | 2     | 3     | 4     |
| 14    | 5     | 6     | 7     | 8     | 9     | 10    | 11    |
| 15    | 12    | 13    | 14    | 15    | 16    | 17    | 18    |
| 16    | 19    | 20    | 21    | 22    | 23    | 24    | 25    |
| 17    | 26    | 27    | 28    | 29    | 30    |       |       |

| Mai | Mai | Mai | Mai | Mai | Mai | Mai | Mai |
| Kw  | Mo  | Di  | Mi  | Do  | Fr  | Sa  | So  |
| --- | --- | --- | --- | --- | --- | --- | --- |
| 17  |     |     |     |     |     | 1   | 2   |
| 18  | 3   | 4   | 5   | 6   | 7   | 8   | 9   |
| 19  | 10  | 11  | 12  | 13  | 14  | 15  | 16  |
| 20  | 17  | 18  | 19  | 20  | 21  | 22  | 23  |
| 21  | 24  | 25  | 26  | 27  | 28  | 29  | 30  |
| 22  | 31  |     |     |     |     |     |     |

| Juni | Juni | Juni | Juni | Juni | Juni | Juni | Juni |
| Kw   | Mo   | Di   | Mi   | Do   | Fr   | Sa   | So   |
| ---- | ---- | ---- | ---- | ---- | ---- | ---- | ---- |
| 22   |      | 1    | 2    | 3    | 4    | 5    | 6    |
| 23   | 7    | 8    | 9    | 10   | 11   | 12   | 13   |
| 24   | 14   | 15   | 16   | 17   | 18   | 19   | 20   |
| 25   | 21   | 22   | 23   | 24   | 25   | 26   | 27   |
| 26   | 28   | 29   | 30   |      |      |      |      |

| Juli | Juli | Juli | Juli | Juli | Juli | Juli | Juli |
| Kw   | Mo   | Di   | Mi   | Do   | Fr   | Sa   | So   |
| ---- | ---- | ---- | ---- | ---- | ---- | ---- | ---- |
| 26   |      |      |      | 1    | 2    | 3    | 4    |
| 27   | 5    | 6    | 7    | 8    | 9    | 10   | 11   |
| 28   | 12   | 13   | 14   | 15   | 16   | 17   | 18   |
| 29   | 19   | 20   | 21   | 22   | 23   | 24   | 25   |
| 30   | 26   | 27   | 28   | 29   | 30   | 31   |      |

| August | August | August | August | August | August | August | August |
| Kw     | Mo     | Di     | Mi     | Do     | Fr     | Sa     | So     |
| ------ | ------ | ------ | ------ | ------ | ------ | ------ | ------ |
| 30     |        |        |        |        |        |        | 1      |
| 31     | 2      | 3      | 4      | 5      | 6      | 7      | 8      |
| 32     | 9      | 10     | 11     | 12     | 13     | 14     | 15     |
| 33     | 16     | 17     | 18     | 19     | 20     | 21     | 22     |
| 34     | 23     | 24     | 25     | 26     | 27     | 28     | 29     |
| 35     | 30     | 31     |        |        |        |        |        |

| September | September | September | September | September | September | September | September |
| Kw        | Mo        | Di        | Mi        | Do        | Fr        | Sa        | So        |
| --------- | --------- | --------- | --------- | --------- | --------- | --------- | --------- |
| 35        |           |           | 1         | 2         | 3         | 4         | 5         |
| 36        | 6         | 7         | 8         | 9         | 10        | 11        | 12        |
| 37        | 13        | 14        | 15        | 16        | 17        | 18        | 19        |
| 38        | 20        | 21        | 22        | 23        | 24        | 25        | 26        |
| 39        | 27        | 28        | 29        | 30        |           |           |           |

| Oktober | Oktober | Oktober | Oktober | Oktober | Oktober | Oktober | Oktober |
| Kw      | Mo      | Di      | Mi      | Do      | Fr      | Sa      | So      |
| ------- | ------- | ------- | ------- | ------- | ------- | ------- | ------- |
| 39      |         |         |         |         | 1       | 2       | 3       |
| 40      | 4       | 5       | 6       | 7       | 8       | 9       | 10      |
| 41      | 11      | 12      | 13      | 14      | 15      | 16      | 17      |
| 42      | 18      | 19      | 20      | 21      | 22      | 23      | 24      |
| 43      | 25      | 26      | 27      | 28      | 29      | 30      | 31      |

| November | November | November | November | November | November | November | November |
| Kw       | Mo       | Di       | Mi       | Do       | Fr       | Sa       | So       |
| -------- | -------- | -------- | -------- | -------- | -------- | -------- | -------- |
| 44       | 1        | 2        | 3        | 4        | 5        | 6        | 7        |
| 45       | 8        | 9        | 10       | 11       | 12       | 13       | 14       |
| 46       | 15       | 16       | 17       | 18       | 19       | 20       | 21       |
| 47       | 22       | 23       | 24       | 25       | 26       | 27       | 28       |
| 48       | 29       | 30       |          |          |          |          |          |

| Dezember | Dezember | Dezember | Dezember | Dezember | Dezember | Dezember | Dezember |
| Kw       | Mo       | Di       | Mi       | Do       | Fr       | Sa       | So       |
| -------- | -------- | -------- | -------- | -------- | -------- | -------- | -------- |
| 48       |          |          | 1        | 2        | 3        | 4        | 5        |
| 49       | 6        | 7        | 8        | 9        | 10       | 11       | 12       |
| 50       | 13       | 14       | 15       | 16       | 17       | 18       | 19       |
| 51       | 20       | 21       | 22       | 23       | 24       | 25       | 26       |
| 52       | 27       | 28       | 29       | 30       | 31       |          |          |

## Ereignisse

### Politik und Weltgeschehen

#### Großer Nordischer Krieg

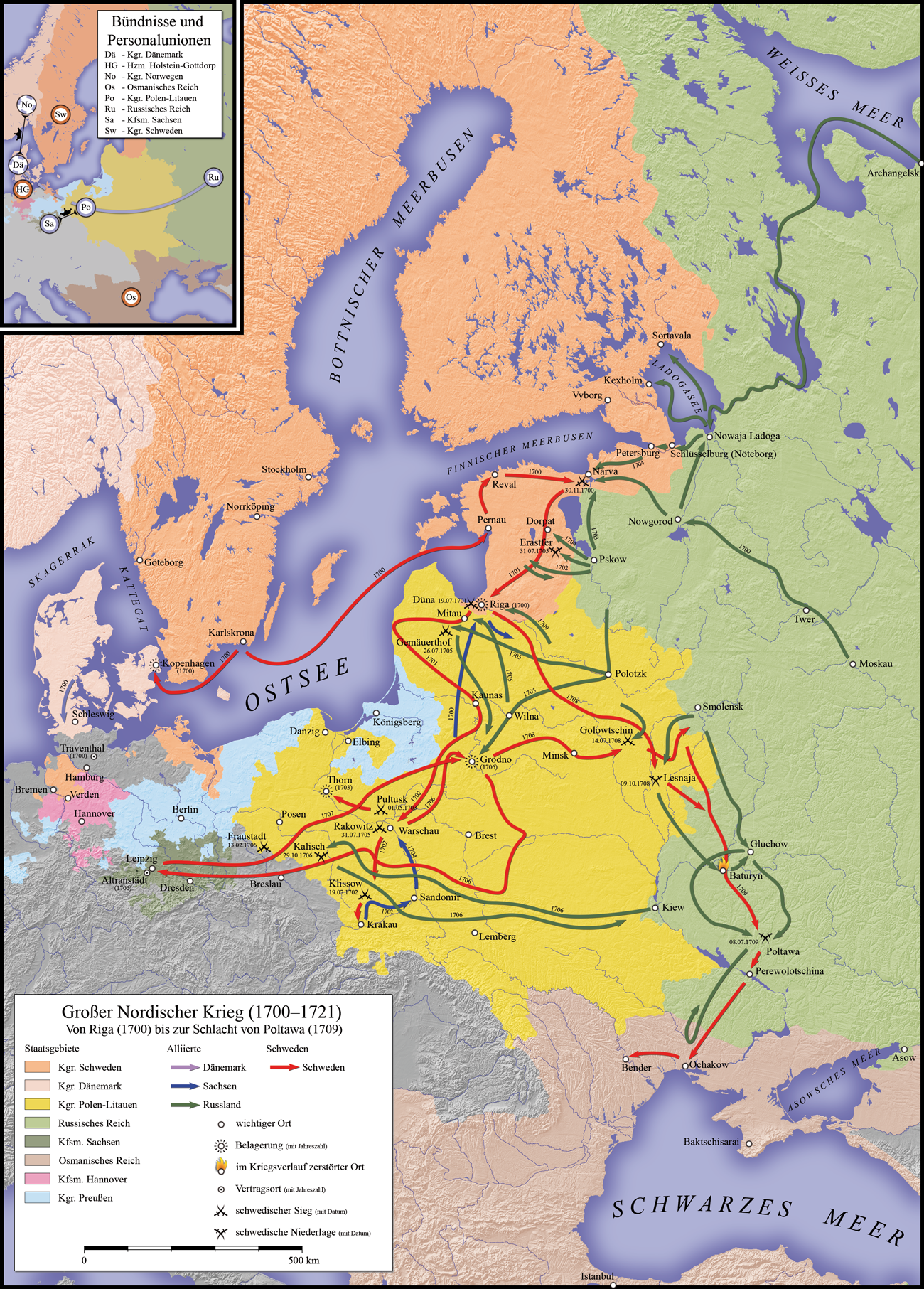
Bündnisse (oben) und Feldzüge in der ersten Phase des Nordischen Krieges

- 13. Januar: Schweden, England und Holland schließen einen Allianzvertrag in Haag.
- 12. Februar: Eine Invasion der sächsischen Armee unter Jacob Heinrich von Flemming in Livland ohne Kriegserklärung und die auf einen fehlgeschlagenen Überraschungsangriff folgende erste Belagerung von Riga ist die erste feindliche Handlung im ausbrechenden Großen Nordischen Krieg. Die Belagerung kann von den Sachsen aber nicht aufrechterhalten werden, denn dem sächsischen Heer fehlt eine wirkungsvolle Artillerie, um die Stadt zu bombardieren, und die Infanterie kann keinen kompletten Belagerungsring um die Stadt ziehen, so dass es 350 livländischen Wagenfahrern gelingt, die Belagerungslinien der sächsischen Infanterie zu durchbrechen und die Festung mit Vorräten zu versorgen.
- 11. März: Dänemark erklärt Schweden den Krieg und marschiert in das schleswig-holsteinische Teilherzogtum Schleswig-Holstein-Gottorf ein.
- 13. bis 15. März: Sächsische Einheiten unter Jacob Heinrich von Flemming erobern die Festung Dünamünde, die in Augustusburg umbenannt wird.
- 22. März: Die Belagerung von Tönning durch den dänischen König Friedrich IV. beginnt.
- 17. Mai: Schwedische Entsatzeinheiten unter dem Befehl von Georg Johann Maydell landen bei Riga und schlagen die Sachsen im Gefecht bei Jungfernhof. Die sächsischen Truppen brechen die Belagerung Rigas ab, weichen hinter die Dvina aus und warten zunächst Verstärkung ab.
- 5. Juni: Der polnische König August der Starke, gleichzeitig Kurfürst von Sachsen, beginnt persönlich die zweite Belagerung von Riga.
- Juli: Als sächsische Verstärkungen im Juni unter Generalfeldmarschall Adam Heinrich von Steinau eintreffen, gehen die polnisch-sächsischen Einheiten wieder zum Angriff über und schlagen ein schwedisches Detachement unter General Otto Ottoson Vellingk in der Nähe von Jungfernhof.
- 3. Juli: Russland und das Osmanische Reich signieren den Vertrag von Konstantinopel, der den Russisch-Türkischen Krieg von 1686–1700 beendet. Asow und Taganrog fallen an Russland.

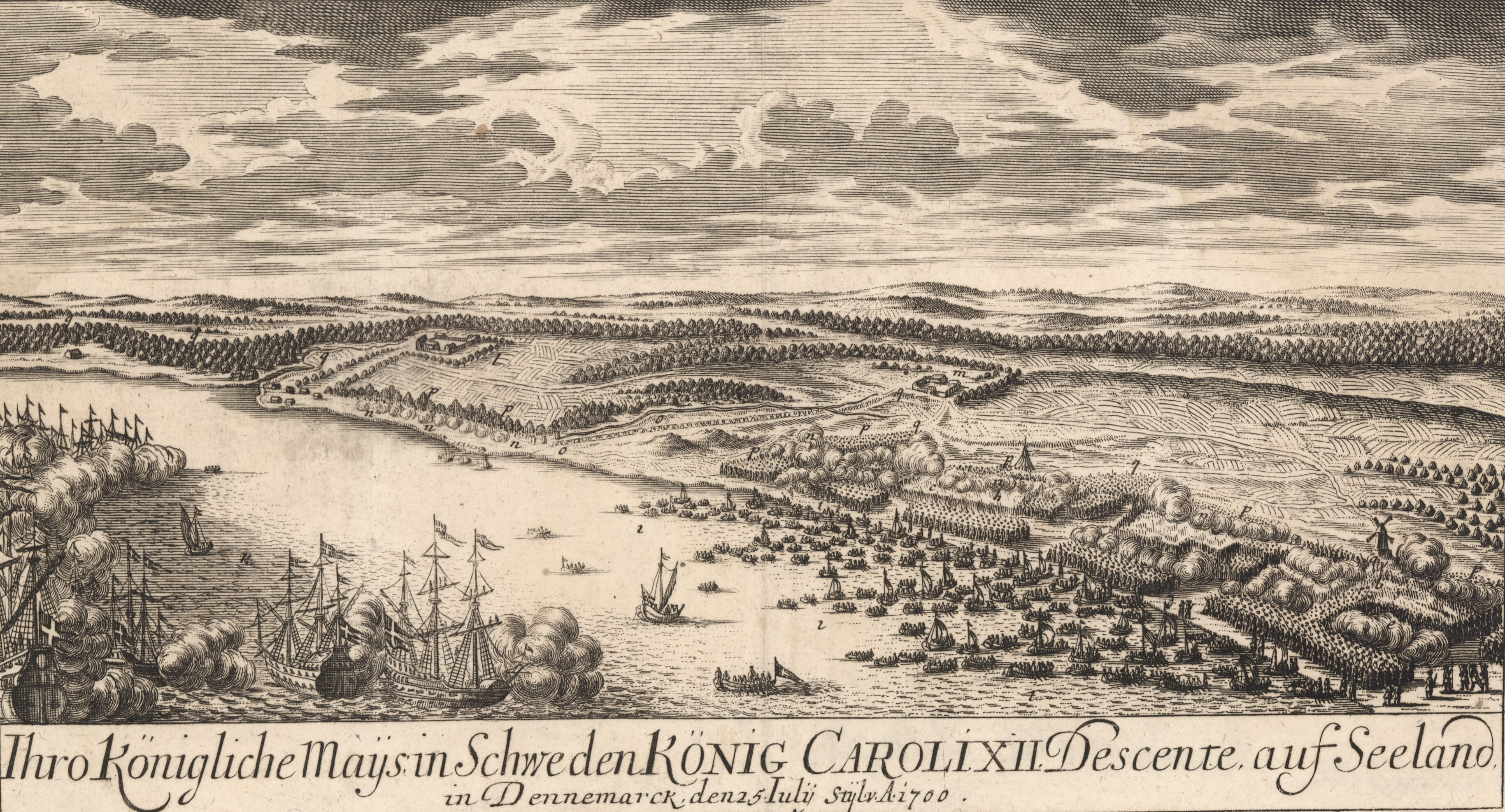
Die Landung bei Humlebæk in einer zeitgenössischen Darstellung

- 4. August: Unter dem Schutz der eigenen Flotte landet der schwedische König Karl XII. auf der dänischen Hauptinsel Seeland, lässt Kopenhagen einschließen und im August mit der Belagerung der dänischen Hauptstadt beginnen.
- 18. August: Schwedens König Karl XII. erzwingt vom dänischen König Friedrich IV. durch die auf Seeland eingedrungenen und Kopenhagen bedrohenden Streitkräfte den Frieden von Traventhal. Die antischwedische Koalition im Großen Nordischen Krieg verliert damit Dänemark als ihren Partner. Die Belagerung der Festung Tönning durch die Dänen wird abgebrochen.
- 19. August: Gleich nach der Kriegserklärung Russlands an Schweden rücken das versammelte russische Heer und andere Truppenabteilungen in das schwedische Estland und Ingermanland ein.
- 28. August: Die Bombardierung von Riga durch die sächsisch-polnische Armee beginnt. Dabei werden auch Handelskontore von englischen und holländischen Kaufleuten zerstört.
- 1. Oktober: Eine aus 200 Schiffen und mit 8000 Mann besetzte schwedische Flotte geht vom schwedischen Festland aus in Segel, um das belagerte Riga zu entsetzen. August der Starke bricht daraufhin die Belagerung ab, nachdem auch England und die Niederlande formell ihre Handelsinteressen in Riga bekräftigt haben.

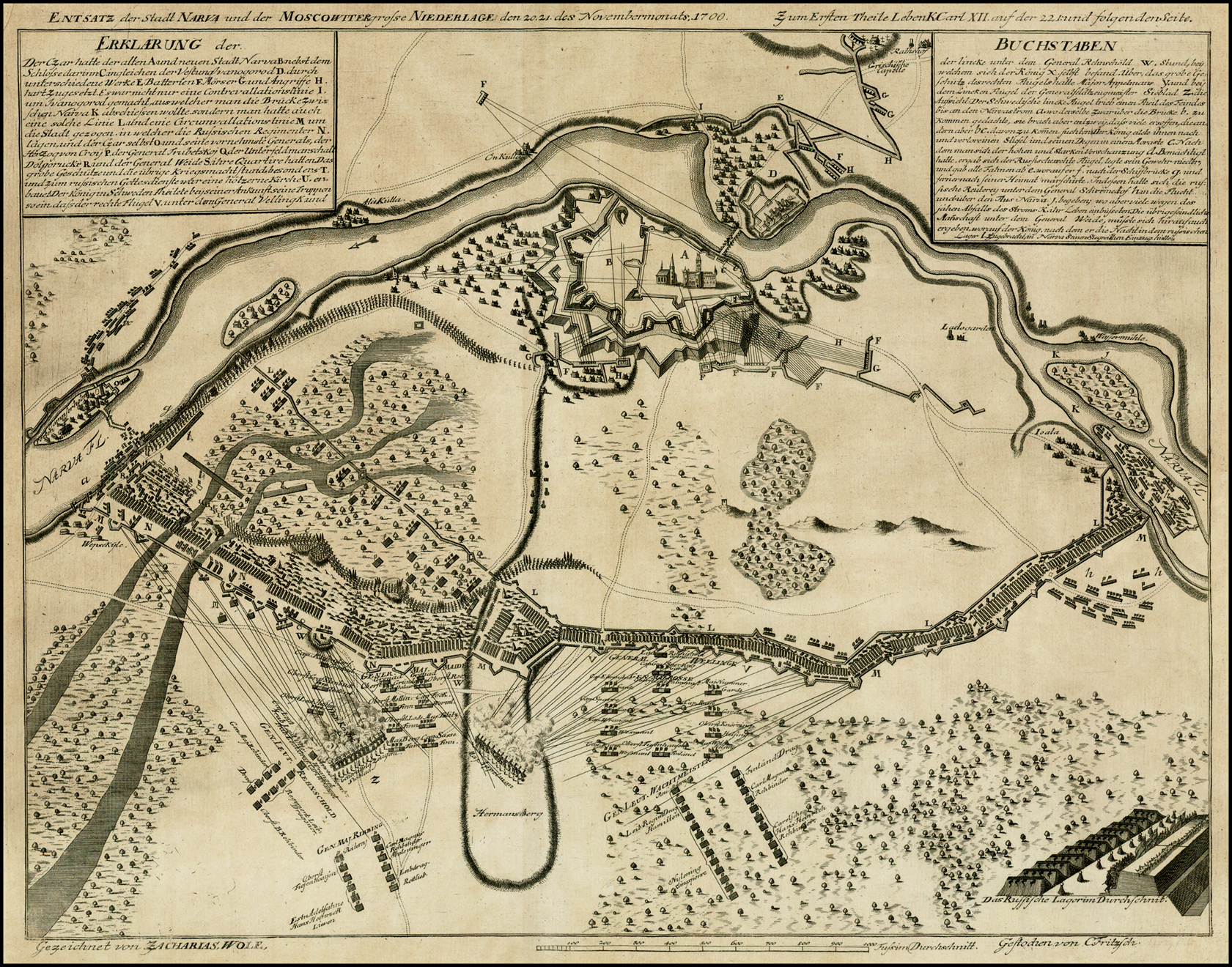
Entsatz der Stadt NARVA und der Moscowiter grosse Niederlage den 20.21. des Novembermonats, 1700 (datiert nach schwedischem Kalender);
gezeichnet von Zacharias Wolf

- 4. Oktober: Unter Alexander Artschilowitsch Imeretinski beginnt die Belagerung von Narva durch die russische Armee.
- 17. Oktober: Die von Sachsen belagerte kleinere schwedische Festung Kokenhausen wird erobert.
- 4. bis 14. November: Nach zehntägiger Beschießung von Narva geht den russischen Truppen die Munition aus.
- 17. November: Karl XII. besiegt russische Einheiten im Gefecht am Pühhajoggi-Pass auf dem Weg nach Narva.
- 30. November: Karl XII. besiegt in der Schlacht bei Narva die russische Armee. In der Annahme, sie jederzeit wieder schlagen zu können, unterlässt er es, sie zu verfolgen, um eine Entscheidung herbeizuführen, und wendet sich stattdessen gegen Polen unter August dem Starken.

#### Spanischer Erbfolgekrieg

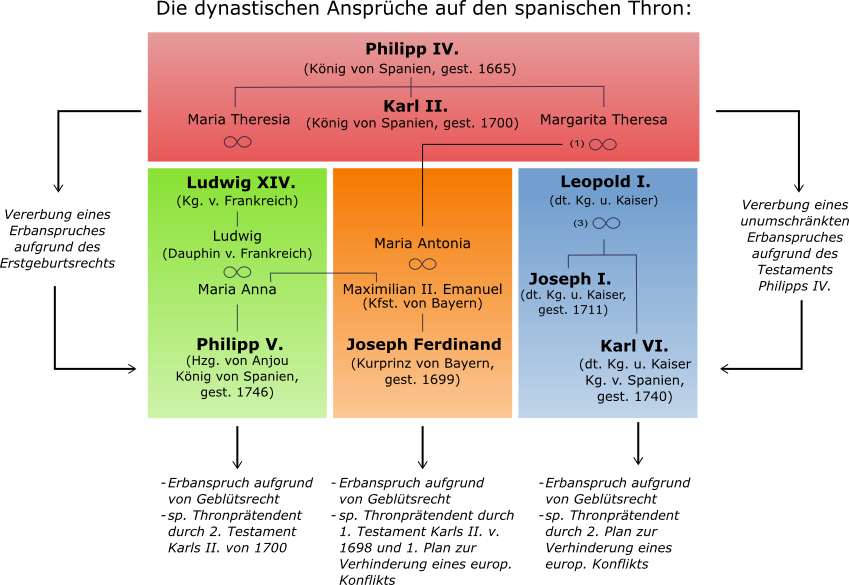
Die dynastischen Ansprüche auf den spanischen Thron

- 25. März: Zwischen den Seemächten (England, Niederlande) und Frankreich kommt es (nach 1698) zum zweiten Erbteilungsvertrag des bald zu erwartenden spanischen Erbes.
- 1. November: Der spanische König Karl II. stirbt, mit ihm sterben die spanischen Habsburger aus. In seinem Testament hat er am 3. Oktober auf französischen Druck Philipp von Anjou, Enkel Ludwigs XIV. von Frankreich, zum Erben eingesetzt. Dagegen setzt der römisch-deutsche Kaiser Leopold I. Erbansprüche als Gatte der jüngeren Schwester Karls II., der bereits 1673 verstorbenen Margarita Theresa von Spanien. Um die Thronfolge bricht der Spanische Erbfolgekrieg aus.
- 24. November: Der Bourbone Philipp von Anjou wird als Philipp V. zum König von Spanien proklamiert.

#### Heiliges Römisches Reich
- 16. November: Kaiser Leopold I. stimmt im so genannten Kontraktat zu, dass sich der brandenburgische Kurfürst Friedrich III. nach Erfüllen bestimmter Bedingungen künftig als König in Preußen bezeichnen darf und damit im Rang steigt. (vgl. Königskrönung Friedrichs III. von Brandenburg)
- Der Aufstand von Franz II. Rákóczi beginnt, als der ungarische Adelige Franz II. Rákóczi Kontakt zu Ludwig XIV. von Frankreich aufnimmt und um Unterstützung bei einem Aufstand gegen die Habsburger bittet.
- Aus Frankreich vertriebene Waldenser gründen im Herzogtum Württemberg den Ort Le Bourset, das heutige Neuhengstett.

#### Republik Venedig

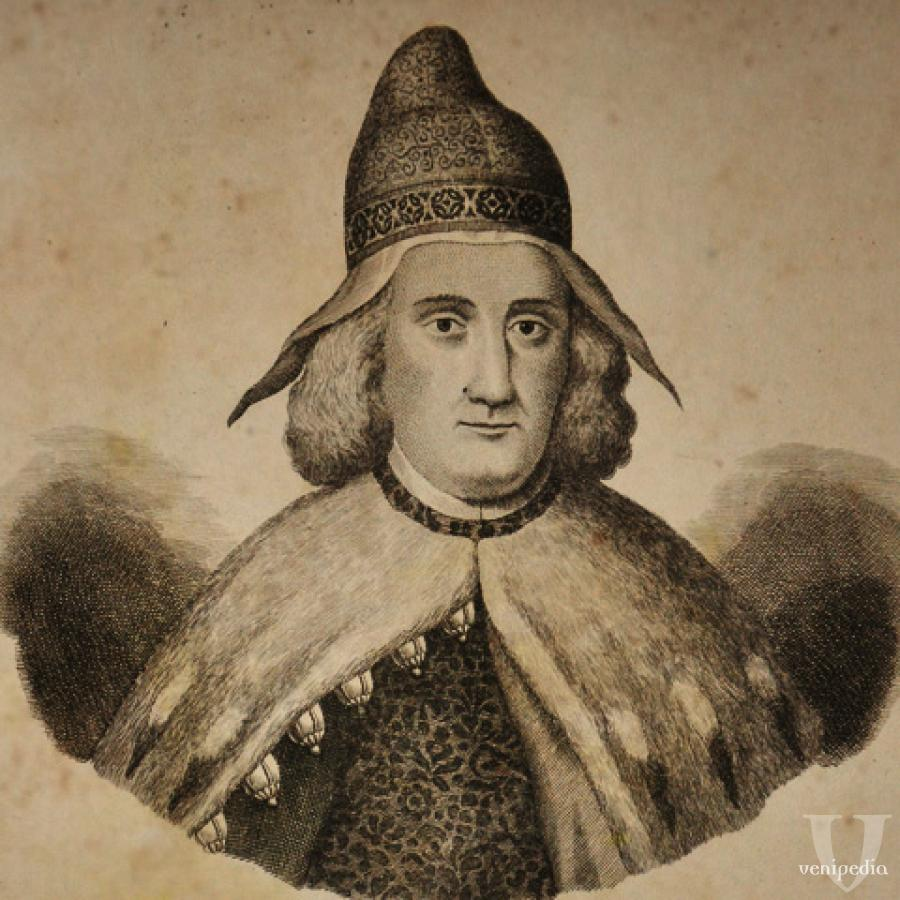
Alvise Mocenigo II.

- 17. Juli: Alvise Mocenigo II. wird als Nachfolger des am 7. Juli verstorbenen Silvestro Valier zum Dogen von Venedig gewählt. Er lässt seine Wahl mit tagelangen Festgelagen und Feuerwerken in der Stadt feiern.

### Wirtschaft
- 2. Mai: In Ziesar wird der Baubetrieb Hotibag gegründet.
- 28. Mai: Die kursächsische Glashütte Glücksburg wird gegründet.
- 15. Juni: Das Hofpostamt in Berlin wird gegründet.
- In München wird ein Handelsgeschäft gegründet, aus dem sich die Delikatessenhandlung Dallmayr entwickelt.

### Wissenschaft und Technik

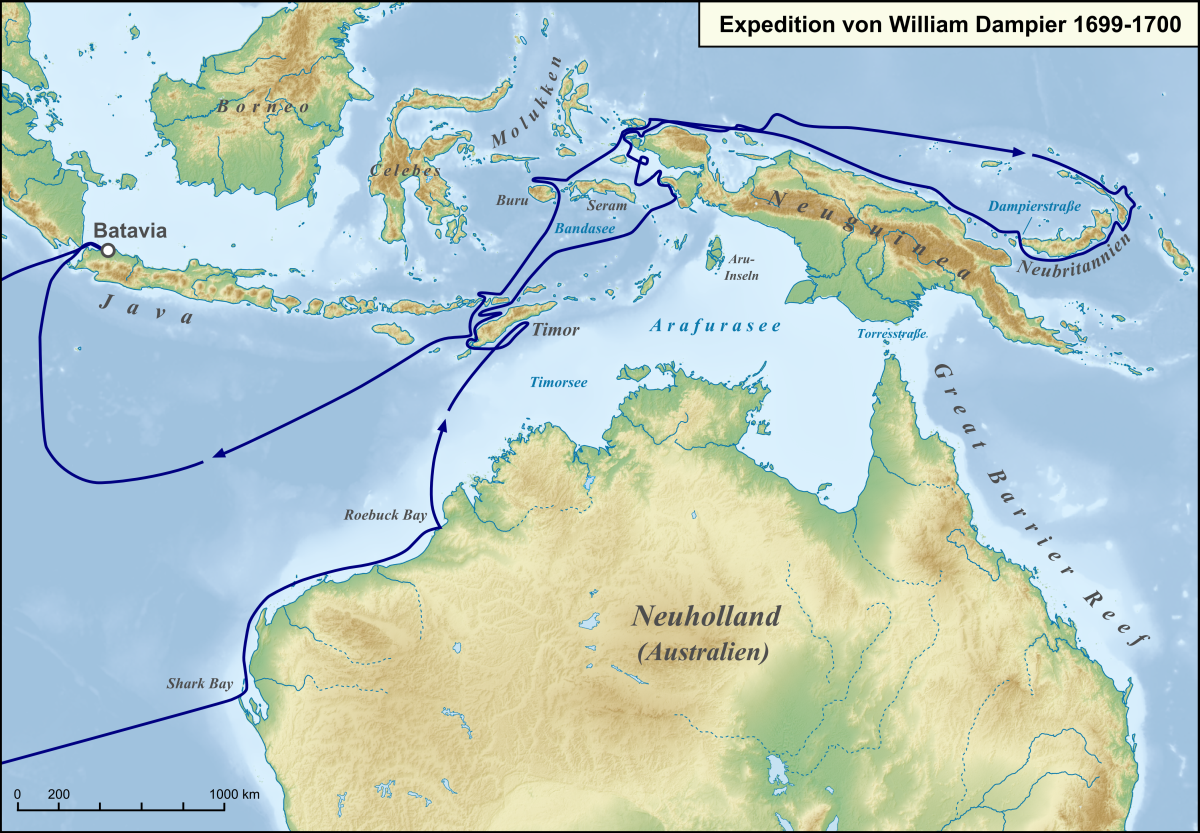
Dampiers Reise 1699–1700

- 27. Februar: Auf seiner Fahrt entlang der Küste von Neuguinea mit seinem Schiff Roebuck entdeckt der englische Kapitän William Dampier die Insel Neubritannien und die nach ihm benannte Dampierstraße. Der schlechte Zustand seines Schiffes und die an Skorbut leidende Mannschaft zwingen Dampier jedoch, nach Timor zurückzukehren, das er im Mai erreicht.
- 11. Juli: In Berlin wird die Preußische Akademie der Wissenschaften gegründet, deren erster Präsident Gottfried Wilhelm Leibniz wird.
- Um 1700 wird Kitt als Dichtstoff entwickelt.
- um 1700: Isaac Newton schlägt die Newton-Skala als Temperaturskala vor. Dabei definiert er den Nullpunkt bei schmelzendem Schnee und 33 Grad als kochendes Wasser.

### Kultur
- 6. Juni: Die Uraufführung der Oper Atys o L'inganno vinto dalla Costanza von Attilio Ariosti findet in der Lietzenburg in Berlin statt. Das Libretto stammt von Ortensio Mauro.

### Gesellschaft
- 1. Januar: Zar Peter I. ersetzt die bis dahin in Russland geltende byzantinische Jahreszählung ab Erschaffung der Welt durch den julianischen Kalender mit Jahreszählung ab der Geburt Christi.
- 1. März: In den protestantischen Teilen des Heiligen Römischen Reiches und in Dänemark wird der Gregorianische Kalender eingeführt. Der vorige Tag war der 18. Februarjul..
- In Schweden wird als Übergang zwischen Julianischem und Gregorianischem Kalender der Schwedische Kalender eingeführt.

### Religion
- 15. August: Der Patriarch der Maronitischen Kirche in Syrien Gabriel II. al Blouzani gründet den Mönchsorden der Maronitischen Antonianer. Die ersten Ordensmitglieder rekrutieren sich aus dem  Libanesischen Maronitischen Orden.
- 4. September: Die Rumänische griechisch-katholische Kirche schließt eine Union mit der katholischen Kirche.

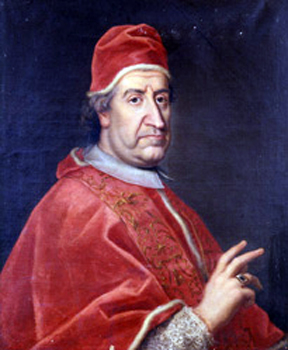
Papst Clemens XI.

- 23. November: Giovanni Francesco Albani, Kardinaldiakon der Kirche Santa Maria in Aquiro, wird als Nachfolger des am 27. September verstorbenen Innozenz XII. vom Konklave zum Papst gewählt. Er nimmt zu Ehren des Tagesheiligen Clemens von Rom den Namen Clemens XI. an.
- um 1700: Kurfürst Johann Wilhelm von der Pfalz stiftet das Kloster Sankt Maria in Neuburg an der Donau. Das Kloster erhält eine eigene Kirche St. Ursula und ist eine Bildungsanstalt für Mädchen aller Stände.

### Katastrophen
- 26. Januar: Das Kaskadien-Erdbeben von 1700 vor der Westküste Nordamerikas löst einen Tsunami aus, der bis nach Japan kommt.

## Historische Karten und Ansichten

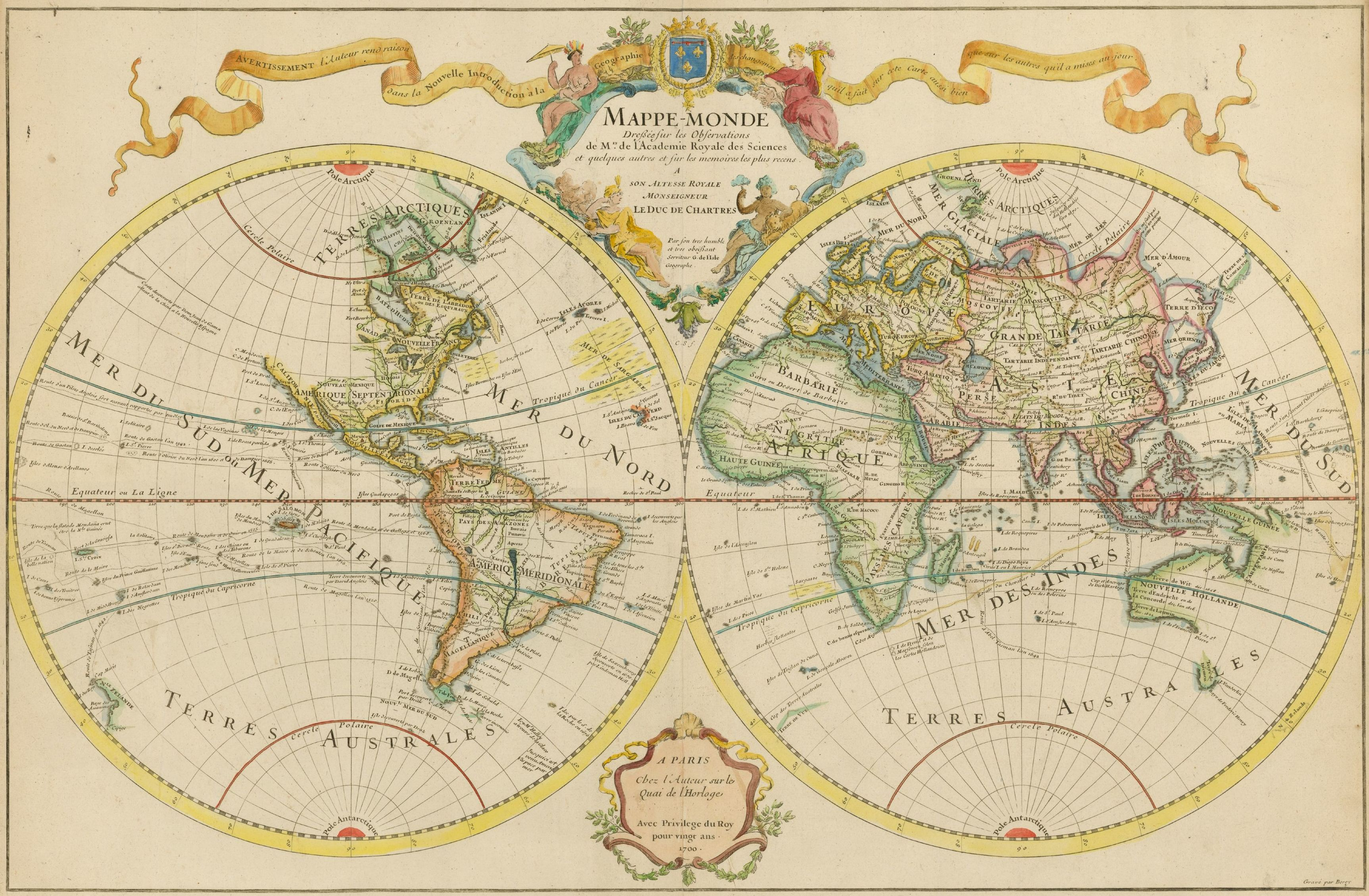
Mappe-Monde von Guillaume Delisle, 1700

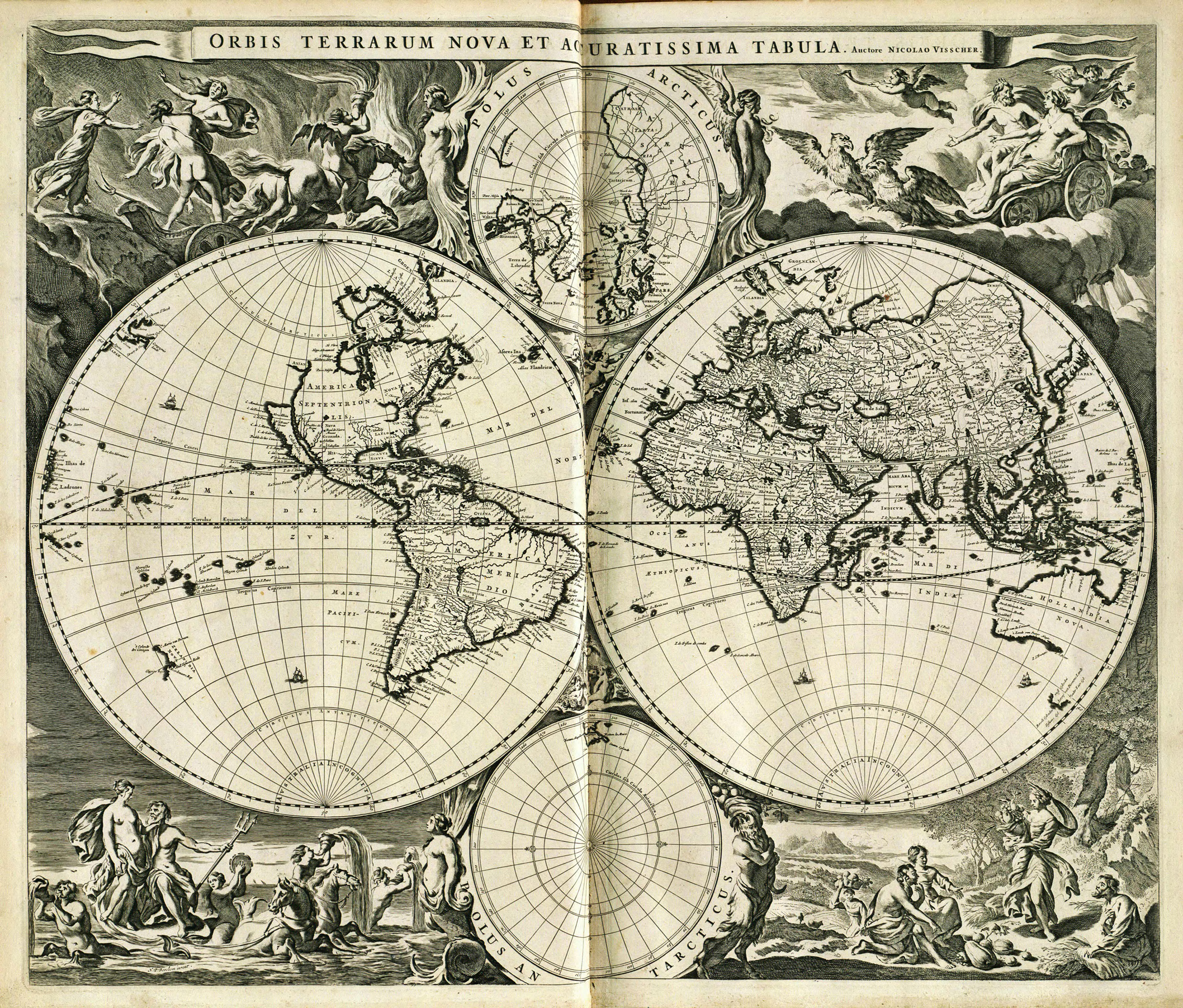
Weltkarte 1700

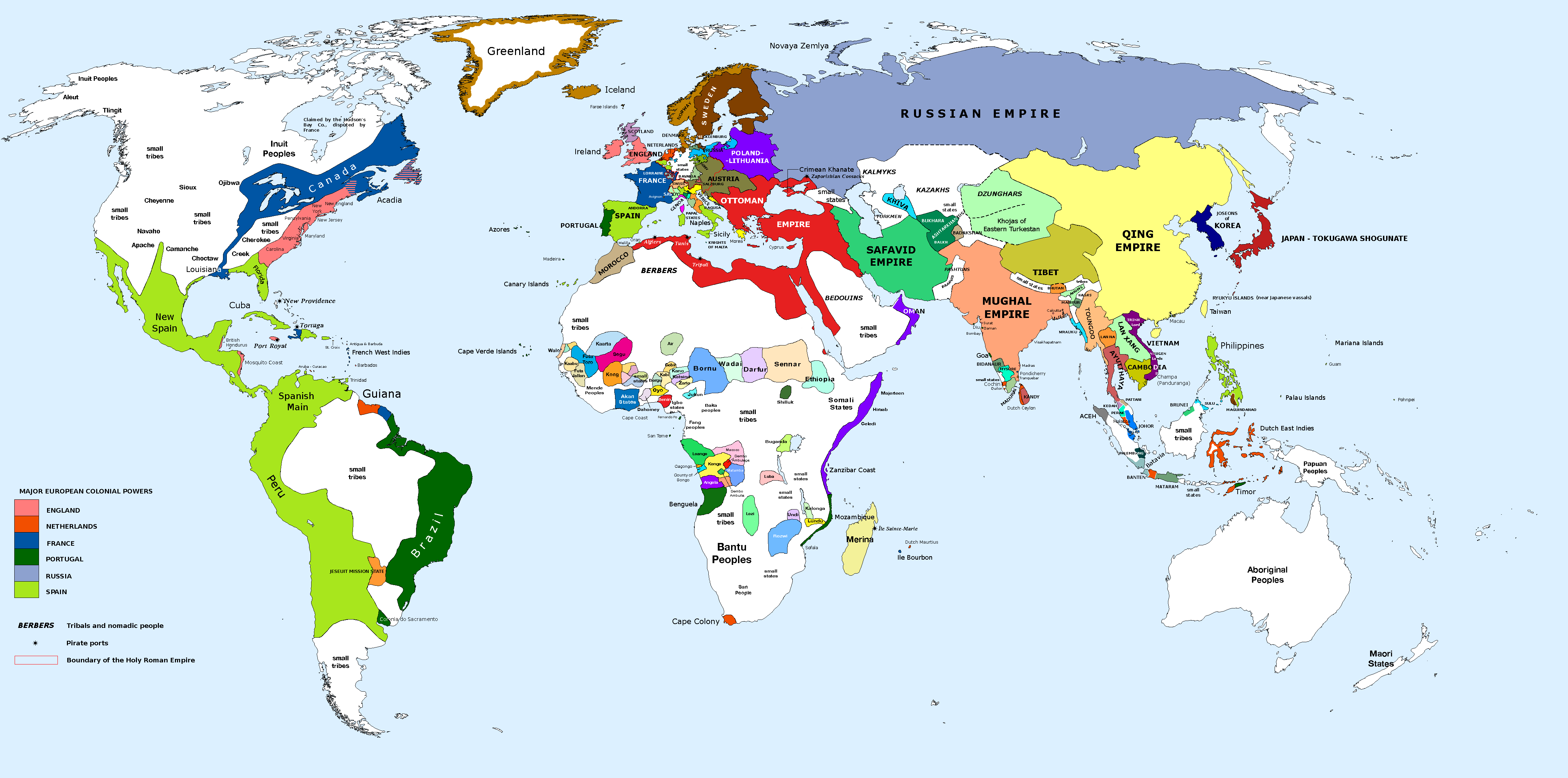
Globale territoriale Situation im Jahre 1700

## Geboren

### Erstes Halbjahr
- 05. Januar: Philipp Heinrich Hasenmeyer, deutscher Orgelbauer († 1783)
- 14. Januar: Christian Friedrich Henrici, sächsischer Dichter, wichtigster Textdichter Johann Sebastian Bachs († 1764)
- 23. Januar: Johann Christian Joseph, Erbprinz der Kurpfalz († 1733)
- 02. Februar: Johann Christoph Gottsched, deutscher Schriftsteller, Dramaturg, Sprachforscher und Literaturtheoretiker († 1766)
- 07. Februar: Friedrich von Wattenwyl, Schweizer Patrizier, Bankier, Gutsverwalter, Pietist und Bischof der Herrnhuter Brüdergemeine († 1777)

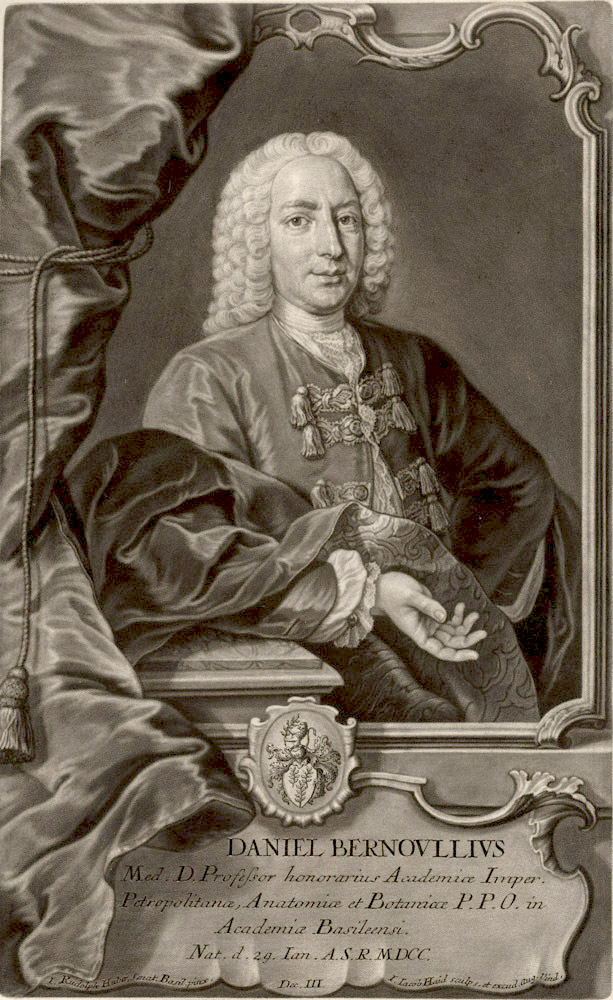
Daniel Bernoulli

- 08. Februar: Daniel Bernoulli, Schweizer Mathematiker und Physiker († 1782)
- 16. Februar: Pedro Messía de la Cerda, spanischer Offizier, Kolonialverwalter und Vizekönig von Neugranada († 1783)
- 03. März: Charles-Joseph Natoire, französischer Maler († 1777)
- 04. März: Louis Auguste de Bourbon, Herzog von Maine und Fürst von Dombes († 1755)
- 04. März Salomon Kleiner, Architekturzeichner und -stecher aus Augsburg († 1761)
- 13. März: Michel Blavet, französischer Flötist und Komponist († 1768)
- 20. März: Benedykt Chmielowski, polnischer Priester und Enzyklopädist († 1763)
- 21. März: Ernst Joachim Westphal, deutscher Verwaltungsjurist und Politiker († 1759)
- 25. März: Abraham Kyburz, Schweizer evangelischer Geistlicher († 1765)
- 01. April: Ulrich von Löwendal, Feldherr und Marschall von Frankreich († 1755)
- 30. April: Jakob Pool, Schweizer Kaufmann und Plantagenbesitzer († 1771)
- 29. April: Karl Friedrich, Herzog von Schleswig-Holstein-Gottorf († 1739)
- 02. Mai: Charlotte von Hanau-Lichtenberg, Landgräfin von Hessen-Darmstadt († 1726)
- 07. Mai: Gerard van Swieten, österreichischer Mediziner niederländischer Herkunft († 1772)
- 12. Mai: Luigi Vanvitelli, italienischer Architekt († 1773)
- 14. Mai: Mary Delany, englische Malerin, Gartenkünstlerin und Autorin († 1788)
- 17. Mai: Conrad Mannlich, deutscher Maler († 1758)
- 26. Mai: Nikolaus Ludwig von Zinzendorf, deutscher lutherisch-pietistischer Theologe, Gründer und Bischof der Herrnhuter Brüdergemeine und Dichter zahlreicher Kirchenlieder († 1760)
- 10. Juni: Ewald Georg von Kleist, preußischer Jurist und Naturwissenschaftler († 1748)
- 16. Juni: Pietro Bracci, italienischer Bildhauer († 1773)
- 19. Juni: Charles de Bourbon, Graf von Charolais, Libertin († 1760)
- 20. Juni: Peter Faneuil, amerikanischer Kolonial-Kaufmann († 1743)

### Zweites Halbjahr
- 06. Juli: Joseph Gabler, deutscher Orgelbaumeister († 1771)
- 29. Juli: Peter Joseph Kofler, Bürgermeister von Wien († 1764)
- 13. August: Heinrich von Brühl, kurfürstlich-sächsischer und königlich-polnischer Premierminister († 1763)
- 16. August: Clemens August von Bayern, Erzbischof von Köln († 1761)
- 17. August: Johann Michael Beer von Bleichten, österreichischer Baumeister und Architekt († 1767)
- 25. August: Johann Friedrich Stoy, deutscher evangelischer Theologe († 1760)
- 27. August: Joaquín de Montserrat, spanischer Offizier, Kolonialverwalter und Vizekönig von Neuspanien († 1771)
- 03. September: Friedrich Christian von Fürstenberg, Präsident des geheimen Rats des Hochstifts Paderborn und kurkölnischer Kabinetts- und Konferenzminister († 1742)
- 11. September: James Thomson, schottischer Dichter († 1748)
- 14. September: Johann Michael Franz, deutscher Geograph († 1761)
- 20. September: Benedict Leonard Calvert, britischer Kolonialgouverneur von Maryland († 1732)
- 20. September: Viktor II. Friedrich, Fürst von Anhalt-Bernburg († 1765)
- 29. September: Caroline von Erbach-Fürstenau, Herzogin und Regentin von Sachsen-Hildburghausen († 1758)
- 02. Oktober: Erasmus Fröhlich, österreichischer Jesuit, Historiker, Bibliothekar und Numismatiker († 1758)

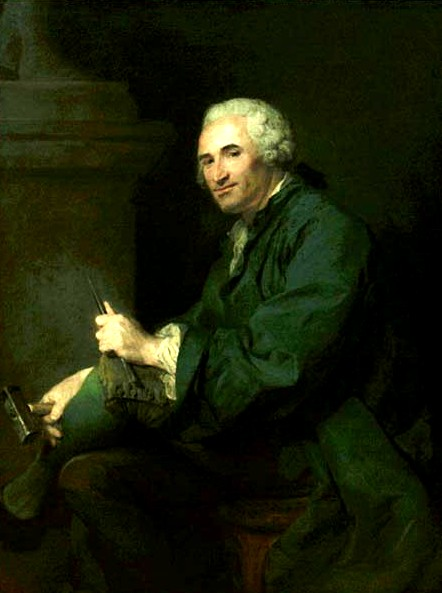
Lambert-Sigisbert Adam

- 10. Oktober: Lambert-Sigisbert Adam, französischer Bildhauer († 1759)
- 14. Oktober: Anastassija Trubezkaja, russische Fürstin und Erbprinzessin von Hessen-Homburg († 1755)
- 22. Oktober: Charlotte Aglaé d’Orléans, französische Adelige und Herzogin von Modena († 1761)
- 30. Oktober: Christian Ernst Simonetti, deutscher lutherischer Theologe († 1782)
- 07. November: Erdmuthe Dorothea von Zinzendorf, deutsche Pietistin und Kirchenlieddichterin († 1756)
- 15. November: Georg Friedrich Schmahl, deutscher Orgelbauer († 1773)
- 24. November: Johann Bernhard Bach der Jüngere, deutscher Komponist und Organist († 1743)
- 28. November: Sophie Magdalene von Brandenburg-Kulmbach, Königin von Dänemark († 1770)
- 08. Dezember: Jeremias Friedrich Reuß, deutscher Theologe († 1777)
- 10. Dezember: Placidus Amon, österreichischer Benediktiner und Philologe († 1759)
- 13. Dezember: Giovanni Carestini, gen. Il Cusanino, italienischer Opernsänger und Kastrat, Händelinterpret († 1760)
- 19. Dezember: Julián Manuel de Arriaga y Rivera, spanischer Adeliger, Offizier und Minister († 1776)
- 20. Dezember: Charles-Augustin de Ferriol d’Argental, französischer Verwalter und Botschafter († 1788)
- 25. Dezember: Leopold II. Maximilian, Fürst von Anhalt-Dessau und preußischer General († 1751)
- 27. Dezember: Johann Dietrich Busch, deutscher Orgelbauer († 1753)

### Genaues Geburtsdatum unbekannt
- François Boch, Eisengießer und Unternehmer († 1754)
- Johann Christoph Glaubitz, schlesischer Baumeister in Litauen († 1767)
- Anna Clara Manera, Mainzer Bürgerin und Stifterin († 1781)
- Granny Nanny, als Sklavin nach Jamaika verschleppte Frau aus dem Aschantireich, Nationalheldin Jamaikas († nach 1739)
- Opoku Ware I., Herrscher des Aschantireichs († 1750)

### Geboren um 1700
- Christian Kretzschmar, deutscher Baumeister († 1768)
- Muhammad ibn Saud, erster Imam der saudischen Dynastie († 1765)
- Ebu Sehil Nu'man Efendi, osmanischer Rechtsgelehrter und Chronist († nach 1750)

## Gestorben

### Januar bis April
- 03. Januar: Eva Magdalena von Windhag, erste Priorin des Dominikanerinnenklosters Windhaag und einzige Erbin des Reichsgrafen Joachim Enzmilner (* 1629)
- 12. Januar: Margareta Bourgeoys, Erzieherin in Neufrankreich und Heilige der römisch-katholischen Kirche (* 1620)
- 13. Januar: Theodor Timmermann, Apotheker, Bürgermeister von Mannheim und Bürgermeister der Pfälzer Kolonie in Magdeburg (* 1627)
- 16. Januar: Antonio Draghi, italienischer Komponist, Librettist und Sänger in Wien (* 1634)
- 17. Januar: Johann Heinrich Florin, deutscher evangelischer Geistlicher und Hochschullehrer (* 1650)
- 17. Januar: Christoph Rudolf von Stadion, Dompropst und Hofratspräsident im Kurfürstentum Mainz (* 1638)
- 21. Januar: Henry Somerset, 1. Duke of Beaufort, englischer Adeliger (* 1629)
- 21. Januar: Ambrosius Stegmann, deutscher Mediziner (* 1663)
- 22. Januar: Hans Mössner, deutscher Kunstschmied (* um 1640)
- 30. Januar: Clara Elisabeth von Platen, Mätresse des späteren Kurfürsten Ernst August von Braunschweig-Lüneburg und Drahtzieherin in der Königsmarck-Affäre (* 1648)
- 18. Februar: Bodo von Bodenhausen, kurmainzischer Oberlandgerichtsrat (* 1633)
- 25. Februar: James Douglas, 2. Marquess of Douglas, schottischer Adeliger (* 1646)
- 01. März: Caspar Posner, deutscher Physiker und Mediziner (* 1626)
- 01. März: Takatsukasa Fusasuke, japanischer Adeliger und Regent (* 1637)
- 04. März: Lorenzo Pasinelli, italienischer Maler (* 1629)
- 12. März: Kasimir, Graf von Lippe-Brake (* 1627)

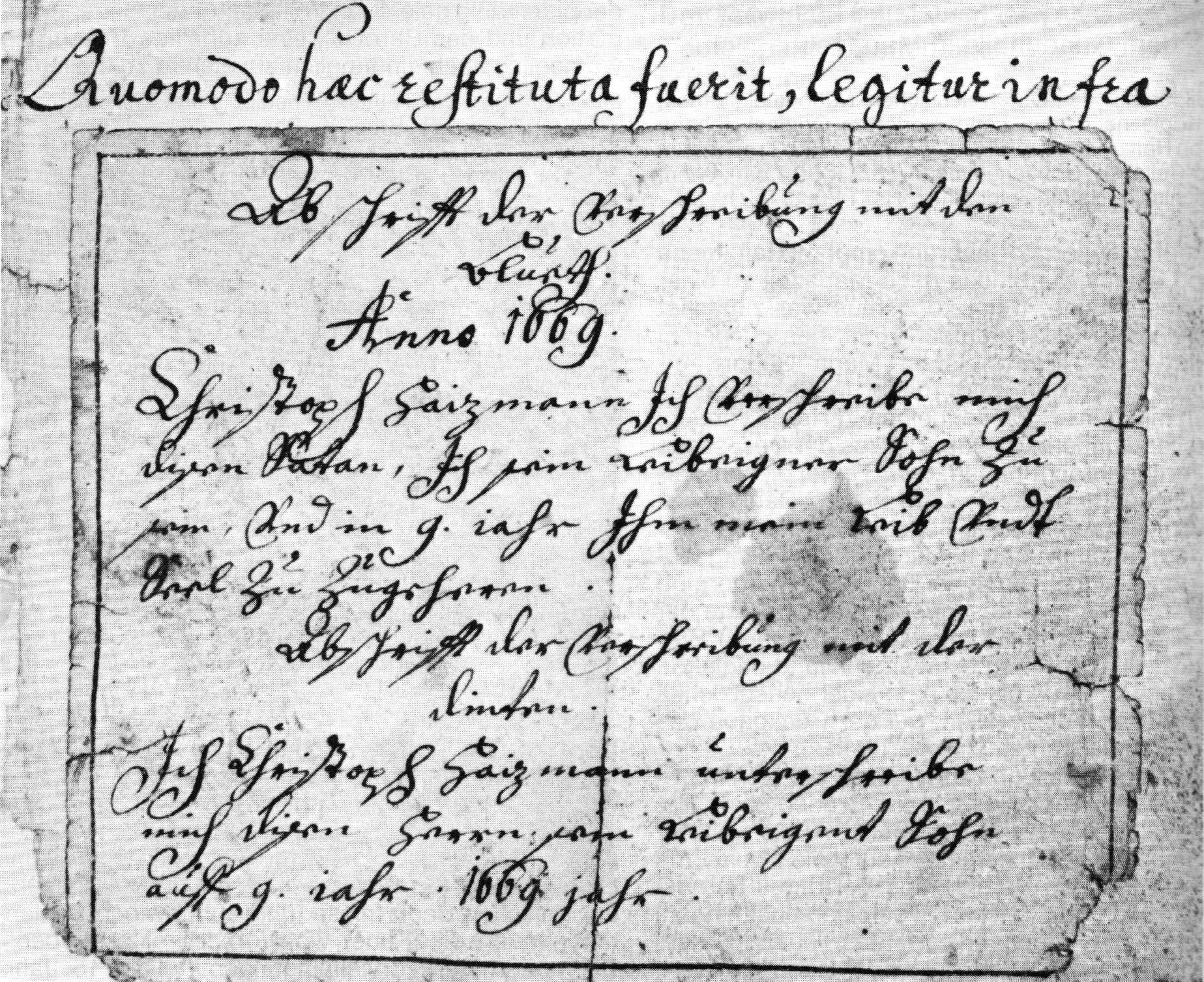
Abschrift von Haitzmanns angeblichem Teufelspakt

- 14. März: Christoph Haitzmann, österreichischer Maler und angeblicher Teufelsbündler (* 1651/52)
- 18. März: Cornelis Valckenier, Amsterdamer Regent und Direktor der Sozietät von Suriname (* 1640)
- 26. März: Heinrich Meibom, deutscher Mediziner (* 1638)
- 29. März: Karl Kögl, Benediktiner und Abt der Abtei Niederaltaich (* 1653)
- 29. März: Giovanni Lorenzo Lulier, italienischer Violonist, Cellist, Posaunist und Komponist (* um 1662)
- 04. April: Heinrich von Mering, Priester und Domherr in Köln (* 1620)
- 21. April: Caspar Bose, Leipziger Rats- und Handelsherr (* 1645)
- 25. April: Valentin Veltheim, deutscher Moralphilosoph und lutherischer Theologe (* 1645)
- 26. April: Johann Wolfgang Frölicher, eidgenössischer Architekt und Bildhauer (* 1652)

### Mai bis August
- 04. Mai: Franz Karl von Kolowrat-Liebsteinsky, k. k. Diplomat und Statthalter von Böhmen (* 1620)
- 05. Mai: Christian Eltester, brandenburgischer Architekt, Ingenieur und Zeichner (* 1671)
- 12. Mai: John Dryden, englischer Schriftsteller (* 1631)
- 12. Mai: Johannes Brever, deutscher lutherischer Theologe (* 1616)
- 16. Mai: Peter Herold, deutscher Orgelbauer
- 17. Mai: Adam Adamandy Kochański, polnischer Mathematiker (* 1631)
- 23. Mai: Jens Juel, dänischer Diplomat und Politiker (* 1631)
- 28. Mai: Jan Six, niederländischer Kunstsammler, Mäzen und Amsterdamer Regent (* 1618)
- 31. Mai: Agostino Scilla, italienischer Maler des Barock, Paläontologe, Numismatiker und Geologe (* 1629)
- 01. Juni: Willem ten Rhijne, niederländischer Arzt in Diensten der niederländischen Ostindien-Kompanie und Autor medizinischer Werke (* 1647)
- 22. Juni: Placidus von Droste, Fürstabt von Fulda (* 1641)
- 29. Juni: Olof Svebilius, schwedischer lutherischer Theologe und Erzbischof von Uppsala (* 1624)
- 02. Juli: Lambert Doomer, niederländischer Maler (* 1624)
- 02. Juli: Johann Trost, deutscher Architekt (* 1639)
- 06. Juli: Bartholomäus Anhorn, Schweizer Pfarrer und Historiker (* 1616)

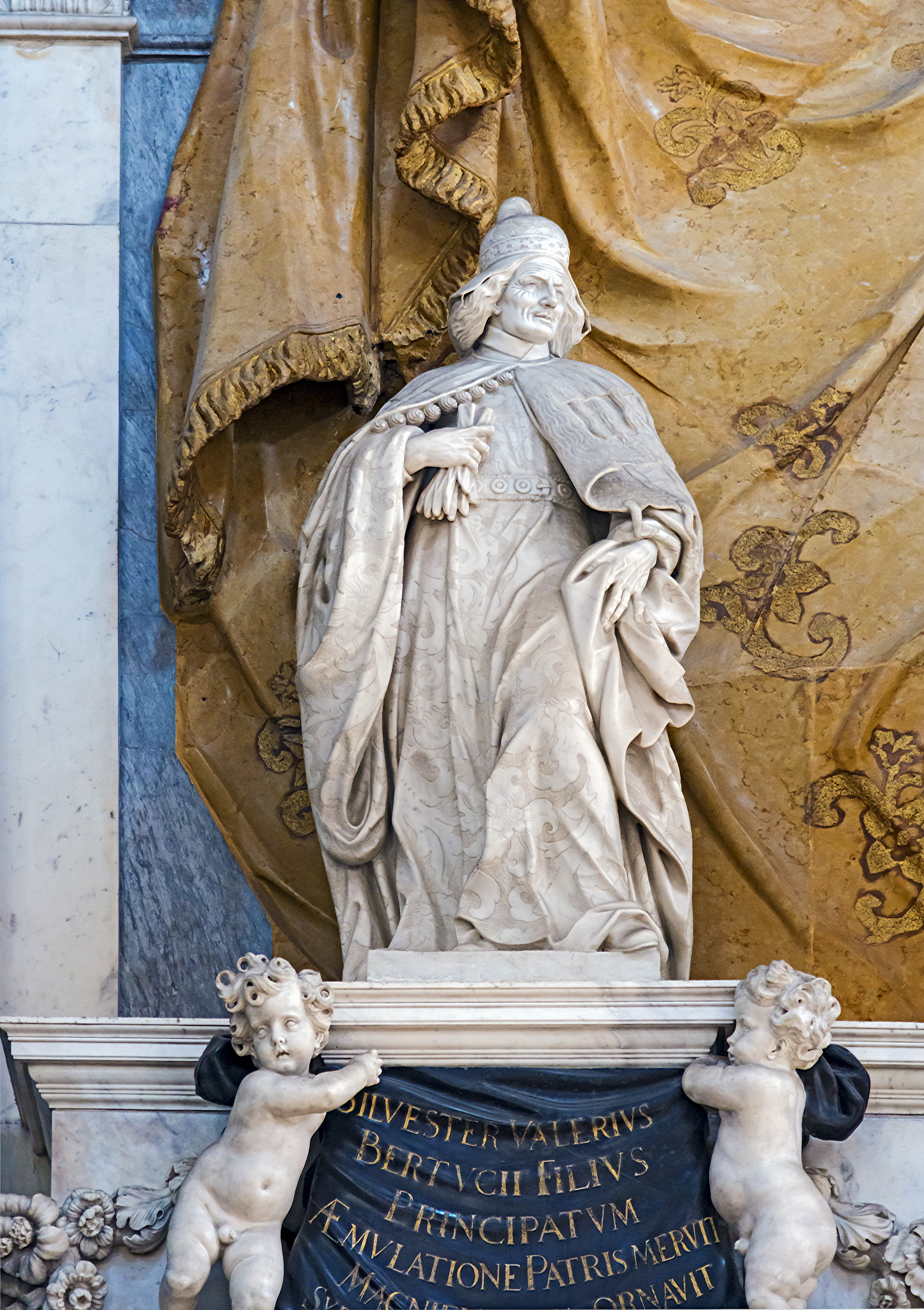
Statue des Dogen Silvestro Valier am Familiengrabmal

- 07. Juli: Silvestro Valier, Doge von Venedig (* 1630)
- 19. Juli: Hieronymus Kradenthaller, deutscher Organist und Komponist (* 1637)
- 22. Juli: Alderano Cibo, italienischer Kardinal (* 1613)
- 23. Juli: Georg Bose, Leipziger Rats- und Handelsherr (* 1650)
- 06. August: Johann Beer, österreichischer Schriftsteller und Komponist (* 1655)
- 09. August: Jean-Baptiste Tuby, französischer Bildhauer italienischer Herkunft (* 1635)
- 14. August: Martin Friedrich Friese, sächsischer Mediziner (* 1632)
- 18. August: Johannes Spengler, Bürgermeister von St. Gallen (* 1629)
- 19. August: Adrian Steger, kursächsischer Jurist und Bürgermeister von Leipzig (* 1623)
- 31. August: Stephan Kessler, Tiroler Maler (* 1622)

### September bis Dezember
- 01. September: Johann Ritter, Bürgermeister der Hansestadt Lübeck (* 1622)
- 03. September: Johann Jacob Merklein, deutscher Barbierchirurg, Ostindien-Reisender und Reiseschriftsteller (* 1620)
- 07. September: Joseph Blake, englischer Gouverneur im südlichen Teil der Province of Carolina (* 1663)
- 15. September: André Le Nôtre, französischer Landschaftsarchitekt (* 1613)
- 23. September: Nicolaus Adam Strungk, deutscher Komponist (* 1640)
- 26. September: David Wyss, Schweizer evangelischer Theologe und Hochschullehrer (* 1632)
- 27. September: Georg Kaspar Kirchmaier, deutscher Universalgelehrter (* 1635)

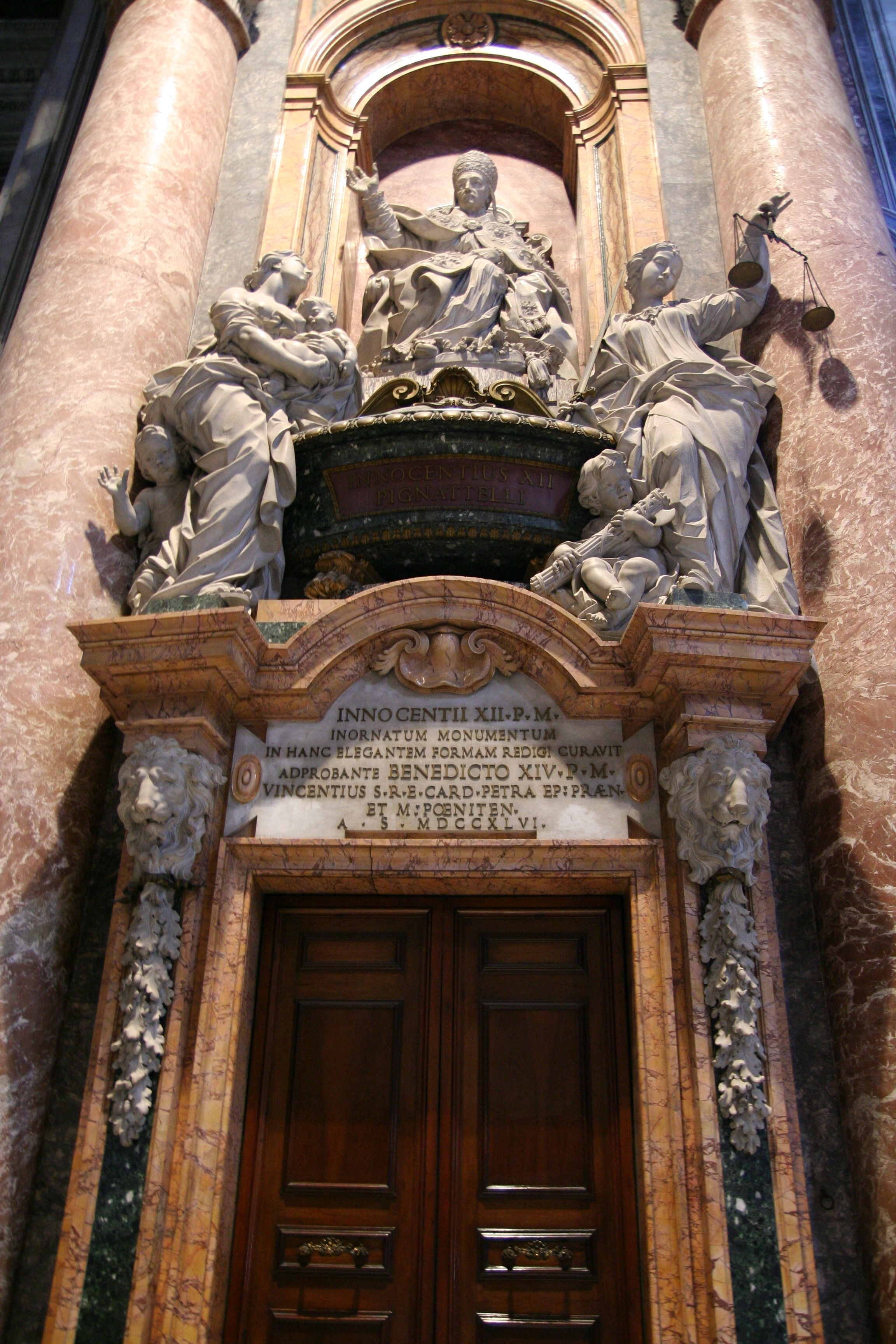
Das Grabmal Innozenz’ XII.

- 27. September: Antonio Pignatelli, unter dem Namen Innozenz XII. Papst (* 1615)
- 01. Oktober: Hans Haubold von Einsiedel, kursächsischer Hofbeamter und Besitzer mehrerer Güter (* 1654)
- 02. Oktober: Tetsugyū Dōki, Mönch der Ōbaku-shū des japanischen Zen-Buddhismus (* 1628)
- 27. Oktober: Armand Jean Le Bouthillier de Rancé, Begründer des Trappistenordens (* 1626)
- Ende Oktober: Hinrich Mahlstede, Bremer Chronist (* um 1620)

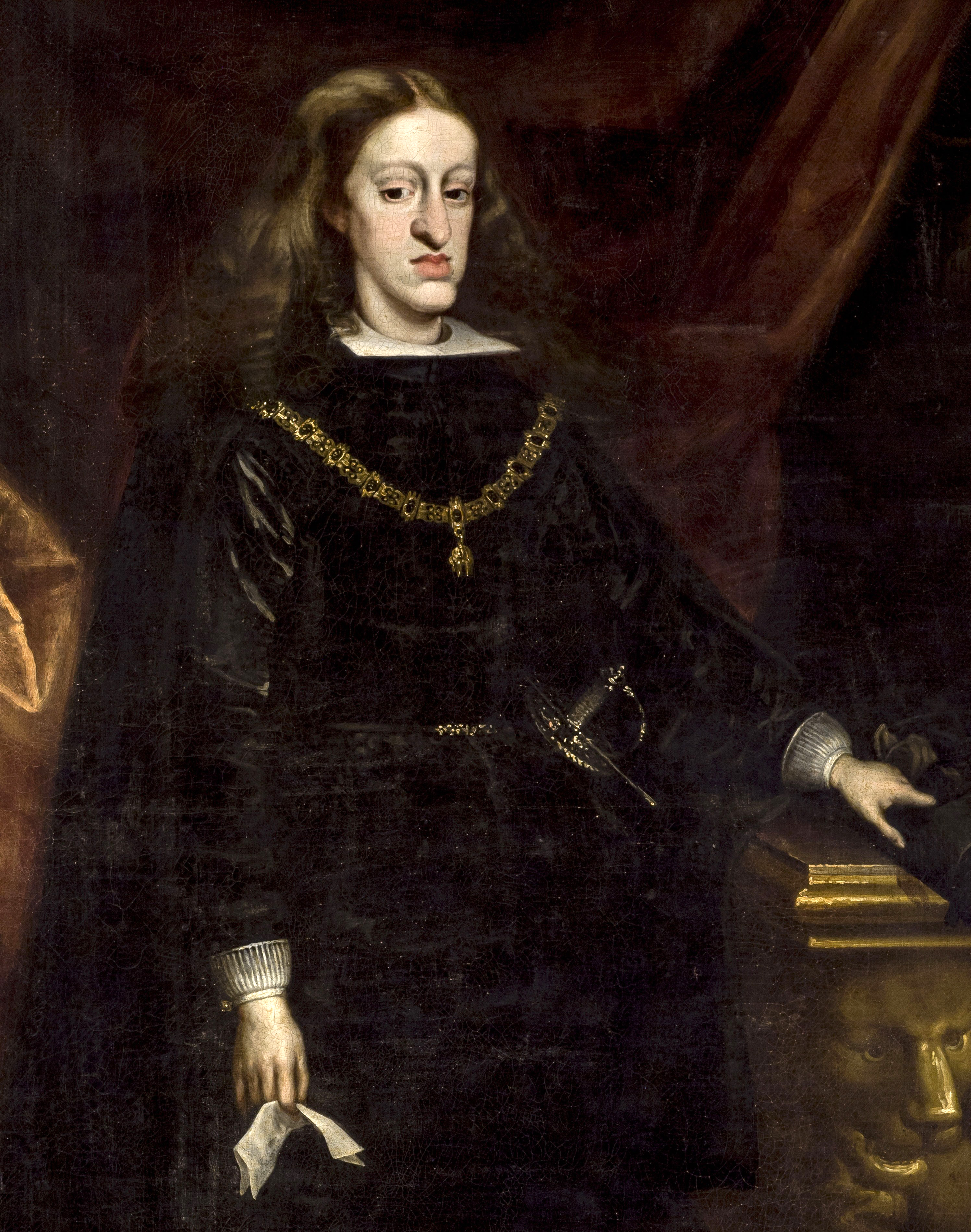
Karl II. von Spanien

- 01. November: Karl II., König von Spanien, Neapel, Sizilien und Sardinien sowie Herzog von Mailand und Luxemburg (* 1661)
- 16. November: Domenico Orsolino, Maurermeister, Grazer Stadtbaumeister
- 07. November: Pietro Santi Bartoli, italienischer Zeichner, Kupferstecher und Antiquar (* 1635)
- 19./20. November: André Hubert, französischer Komödiant, Mitglied der Truppe von Molière (* um 1634)
- 22. November: Artus Quellinus II., flämischer Bildhauer (* 1625)
- 03. Dezember: Konrad Tiburtius Rango, deutscher Theologe und Naturforscher (* 1639)
- 26. Dezember: Franz Bernhard Rodde, Lübecker Kaufmann und Ratsherr (* 1644)
- 29. Dezember: Philipp Matthäus, deutscher Mediziner (* 1621)
- 31. Dezember: Pietro Sanmartini, italienischer Komponist und Organist (* 1636)

### Genaues Todesdatum unbekannt
- Armande Béjart, französische Schauspielerin (* 1642)
- Johann Melchior Hardmeyer, Schweizer Buchdrucker, Lehrer und Dichter (* 1630)
- Angelo Italia, sizilianischer Architekt (* 1628)
- Louis Joliet, französischer Entdecker und Kartograph (* 1645)
- Johann Jakob Keller, Schweizer Goldschmied und Erzgiesser (* 1635)
- Kosa Pan, siamesischer Diplomat und Staatsmann (* vor 1650)
- Pjotr Iwanowitsch Potjomkin, russischer Diplomat, Wojewode und Namestnik von Borowsk (* 1617)
- Richard Sievers, deutscher Pirat im Indischen Ozean (* um 1660)
- Hans van Steenwinckel, dänischer Architekt und Bildhauer (* vor 1639)
- Johannes Thopas, niederländischer Zeichner und Maler (* 1625)

### Gestorben um 1700
- Josef ben Abraham Athias, jüdisch-hebräischer Drucker (* um 1635)
- Moll Davis, englische Theaterschauspielerin und Mätresse von Karl II. von England (* 1648)
- Johann Georg Dramburg, deutscher Maler (* um 1640)